# Liste der Monuments historiques in Talus-Saint-Prix
Die Liste der Monuments historiques in Talus-Saint-Prix führt die Monuments historiques in der französischen Gemeinde Talus-Saint-Prix auf.

## Liste der Immobilien
| Bezeichnung       | Beschreibung | Standort                    | Kennzeichnung | Schutzstatus   | Datum     | Bild           |
| ----------------- | --- | --------------------------- | ------------- | -------------- | --------- | -------------- |
| Kloster Le Reclus | Zisterzienserkloster, um 1142 gegründet, 1164 an den heutigen Standort verlegt, 1567 im Zweiten Hugenottenkrieg zerstört, im 18. Jahrhundert umgebaut, 1791 nach der Französischen Revolution aufgelöst; Gebäudebestand hauptsächlich aus dem 18. Jahrhundert, im Kern bis ins 13. Jahrhundert zurückreichend | westlich des Ortes (Lage)   | PA00078868    | Inscrit Classé | 1968 2012 | weitere Bilder |
| Kirche St-Prix    | aus dem 11. und 12. Jahrhundert | südöstlich des Ortes (Lage) | PA00078870    | Classé         | 1916      | weitere Bilder |

## Liste der Objekte
| Bezeichnung               | Beschreibung                                                                           | Standort                     | Kennzeichnung | Schutzstatus | Datum | Bild |
| ------------------------- | -------------------------------------------------------------------------------------- | ---------------------------- | ------------- | ------------ | ----- | ---- |
| Skulptur Madonna mit Kind | Holz, farbig gefasst, übertüncht, Anfang des 14. Jahrhunderts; in der Mairie deponiert | in der Kirche St-Prix (Lage) | PM51003377    | Inscrit      | 1995  |      |